# Newbury, New Hampshire
Newbury är en kommun (town) i Merrimack County i delstaten New Hampshire, USA med 2 072 invånare (2010). 